# Francisco José, Duque de Guise
Francisco José de Lorena (Hôtel de Guise, 28 de agosto de 1670 — Palácio do Luxemburgo, 16 de março de 1675), Duque de Guise, Duque de Alençon e Duque de Angoulême, era o único filho de Luís José de Lorena, Duque de Guise, e de Isabel Margarida de Orleães, suo jure duquesa de Alençon.

## Biografia
Nascido no Hôtel de Guise em Paris, filho de Luís José de Lorena, Duque de Guise e chefe da Casa de Guise, Francisco José seria seu único filho. Foi primo em primeiro grau do último Grão-duque da Toscana, João Gastão de Médici; era também primo em segundo grau de Luís XIV e sobrinho da famosa La Grande Mademoiselle.
Era também duplamente descendente de Catarina de Médici e seu marido Henrique II.
Com a morte prematura de seu pai, em 1671, tornou-se duque de Guise e Joyeuse, mas recebeu o título de duque de Alençon, por herança de sua mãe.
Com a morte de sua avó materna, Margarida de Lorena, em 1672, Francisco José e sua mãe se mudaram para o Palácio de Luxemburgo, em Paris.
Ele era o último varão da linha sênior da Casa de Guise, mas estava infelizmente doente. Ainda incapaz de andar sem ajuda aos quatro anos, ele foi deixado por sua enfermeira e morreu de um ferimento na cabeça em 1675. Morreu no Palácio de Luxemburgo. Foi sucedido por sua tia-avó Maria de Lorena.